# Пименов, Револьт Иванович
Рево́льт Ива́нович Пи́менов (16 мая 1931, станица Дондуковская, Майкопского района,  Северо-Кавказского края, СССР, по другим данным — Новочеркасск — 19 декабря 1990, Берлин) — советский математик, историк, участник диссидентского и правозащитного движения в СССР, народный депутат РСФСР (1990).

## Биография

### Образование и научная деятельность
Учился в 155 мужской средней школе Смольнинского района Ленинграда. Сейчас это 155 гимназия Центрального района Санкт-Петербурга. В 1947 году Револьт Пименов выступал в защиту прав учеников и в результате крупного скандала вынужден был уйти из школы. Был принят директором 321-й школы М. Г. Барановым в 10 класс. Пименов успешно закончил 321-ю школу и в 1948 году поступил на дневное отделение математико-механического факультета Ленинградского государственного университета, который окончил по кафедре геометрии (1954). За время учёбы изучил, помимо математики и физики, ещё философию, историю, языки (европейские, китайский, арабский, древние). Кандидат физико-математических наук (1965, тема диссертации: «Тензорная теория полуэвклидовых и полуримановых пространств»). В 1969 году защитил докторскую диссертацию по теме «Пространства кинематического типа» (в связи с арестом докторский диплом был им получен только в конце 1988 года).
- Преподавал в вечерней школе.
- В 1955 году — инвентаризатор в Библиотеке академии наук.
- В 1955—1957 годах — ассистент кафедры математики в Ленинградском технологическом институте пищевой промышленности. Участник III Всесоюзного математического съезда (1956), где доложил о своих научных открытиях в неэвклидовой геометрии и космологии.
- В 1963—1970 годах — научный сотрудник Ленинградского отделения Математического института им. Стеклова АН СССР, где вёл научный семинар по математическим проблемам теории пространства-времени, читал лекции по геометрии студентам математико-механического факультета ЛГУ. Являлся членом Гравитационного комитета, автором книги «Пространства кинематического типа» и многих математических статей.
- В 1972—1990 годах — ссылка в Коми, работал в Коми филиале АН СССР (затем — Коми научный центр Уральского отделения АН СССР, занимал должности от младшего до ведущего научного сотрудника).
- В 1974—1975 годах приглашался Абердинским университетом (Шотландия) читать лекции в течение года, но получил отказ от МВД СССР.
- В конце 1980-х годов преподавал в Сыктывкарском государственном университете, читал курсы теории вероятностей и «История русской революции».

Его ученик Н. А. Громов дал следующую оценку вклада Р. И. Пименова в математическую науку: Уже первый цикл его работ (1956—1964) содержал единое аксиоматическое построение системы неевклидовых геометрий. Здесь ему удалось опередить работы целого ряда других геометров и развить новые плодотворные подходы к этим теориям, оказавшиеся эффективными также и в теории групп.
Второй цикл работ Р. И. Пименова (1964—1966) содержит исследование аналогов римановых пространств, представляющих собой метризованные гладкие многообразия, у которых в касательных пространствах имеет место та или иная однородная неевклидова геометрия.
В терминах этих понятий Р. И. Пименовым был развит один из вариантов единой общей теории относительности и электромагнетизма, не потерявший своей актуальности до настоящего времени.
Третий цикл работ Р. И. Пименова (1966—1990) связан с развитием хроногеометрии — идеи академика А. Д. Александрова построить теорию относительности исходя из отношения порядка. Здесь он построил теорию неоднородных пространств, значительно расширивших систему математических моделей пространства-времени, которые используются учёными в различных областях науки, он решил проблему построения нерегулярных пространств со знакопеременной метрикой, а также проблему выведения пространственно-временных структур из отношения порядка. Суть его подхода состоит в том, что в основу всех пространственно-временных конструкций кладутся отношения порядка (линейной или частичной упорядоченности) и далее тщательно анализируется, как и другие аксиомы и отношения (топологические, метрические и т. д.) и каким образом должны быть добавлены к свойствам отношения порядка, чтобы получить используемые в физике многообразия. Именно в таком ключе Р. И. Пименов построил теорию анизотропного пространства-времени, в котором скорость света различна по разным направлениям, то есть световой конус не круговой, а «гранёный». Дальнейшее допущение, что этот конус меняется от точки к точке приводит к финслерову обобщению общей теории относительности. По его убеждению, «изучение структур порядка есть в физическом аспекте разработка самых базисных априорных моделей для укладывания в них последующего физического материала».
В последней книге, подготовленной к печати незадолго до кончины, продолжил исследование возможных пространственно-временных конструкций, названных «темпоральным универсумом».

### Диссидентская и правозащитная деятельность
В 1949 году написал заявление о выходе из комсомола, после чего на некоторое время был помещён в психиатрическую больницу. В 1953 году был исключён из комсомола и университета за конфликт с ректором по политическим мотивам (официально — за шум на лекции и пропуски занятий), затем восстановлен в университете.
В марте 1956 размножил на машинке доклад Н С. Хрущёва на закрытом заседании XX съезда КПСС «О культе личности И. В. Сталина» со своими примечаниями. В ноябре 1956 года написал «Венгерские тезисы», посвящённые подавлению советскими войсками восстания в Венгрии. После венгерских событий создал и возглавил организацию для борьбы с советским правительством, которая занималась написанием и размножением самиздата и листовок, а также самообразованием. Пименов составлял информационные бюллетени «Информация». В состав организации входили ближайшие друзья Пименова — Э. С. Орловский, И. С. Вербловская, И. Д. Заславский, группа из Библиотечного института (руководитель Б. Б. Вайль, он же руководил группой в Курске), марксистская группа И. В. Кудровой — В. Л. Шейниса. В этот период был марксистом (отошёл от марксизма в 1959 году).
Арестован 25 марта 1957 по обвинению в распространении листовок против безальтернативных выборов. 6 сентября 1957 приговорён Ленинградским городским судом к 6 годам лишения свободы по статье 58 (10-11) УК РСФСР. Некоторые члены организации также были осуждены одновременно с ним. Также 25 сентября 1957 в Москве был осуждён на 3 года его отец Иван Гаврилович Щербаков (1902—1982), выходец из богатой купеческой семьи, который в годы Гражданской войны был красноармейцем и сотрудником ЧК, а затем стал ветеринаром и врачом-микробиологом.
Приговор в отношении Пименова и его товарищей был отменён Коллегией Верховного суда РСФСР «за мягкостью». 4 февраля 1958 года Ленинградский городской суд вынесен новый приговор Пименов получил — 10 лет и поражение в правах на три года, Вайль — 6 лет (ранее — три года), Вербловская и Заславский по 5 лет (ранее — по два года, позднее срок Заславскому был снижен до двух лет), член группы из Курска Данилов — 4 года (ранее — два года).

В 1958—1960 годах отбывал наказание в Воркутлаге и Озёрлаге (Иркутская область). Уже в ноябре 1958 года перевёден на специальный строгий (камерный) режим в лагере. С декабря 1960 года находился во Владимирской тюрьме, где отбывал наказание вместе с бывшими сотрудниками МВД СССР — сотрудниками Л. П. Берии. За время отбытия наказания написал ряд работ по космологии и лингвистике, заинтересовавших видных учёных. По ходатайству некоторых из них — в первую очередь академика М. В. Келдыша, а также поэта А. Т. Твардовского постановлением Президиума Верховного Совета РСФСР Пименов был 26 июля 1963 года освобождён условно с испытательным сроком в три года.
Во второй половине 1960-х годов написал большое количество самиздатских статей. За диссидентскую деятельность 23 июля 1970 года был арестован в Ленинграде и 22 октября того же года осуждён (вместе с Б. Б. Вайлем и В. Зиновьевой) Калужским областным судом по статье 190-1 УК РСФСР к 5 годам ссылки за распространение самиздата. Процесс сопровождался демонстрацией сочувствия к подсудимым со стороны нескольких десятков съехавшихся в Калугу из Москвы и Ленинграда друзей, знакомых и просто свободомыслящих (в том числе академика А. Д. Сахарова и Елены Боннэр), а также некоторых рядовых калужан.
Ссылку отбывал в посёлке Краснозатонский близ Сыктывкара (где работал пилоставом и электромонтёром), затем в самом Сыктывкаре. В 1970-х годах он оканчивает и распространяет в самиздате под псевдонимом Спекторский машинопись «Происхождение современной власти»
В 1970-е — 1980-е годы принимал активное участие в правозащитной деятельности, собирал и передавал материалы в бюллетени «Хроника текущих событий» и «Вести из СССР». Писал рецензии для самиздатского реферативного журнала «Сумма» (в том числе под псевдонимом Л. Нестор). В конце 1970-х — начале 1980-х годов активно сотрудничал с редакцией неподцензурного исторического альманаха «Память» (составлялся в СССР и издавался во Франции) в котором, в частности, были опубликованы фрагменты его воспоминаний.

### Политическая деятельность
В 1989 году был доверенным лицом А. Д. Сахарова на выборах народных депутатов СССР, одновременно баллотировался в народные депутаты СССР по предложению членов неформальной Сыктывкарской организации «Союз демократических инициатив» Игоря Бобракова, Леонида Зильберга и Алексея Калиновского. Первоначально заявлял, что «счел бы успехом включение его фамилии в протокол выдвижения от какого-либо предприятия», но в результате был выдвинут множеством организаций Сыктывкара. Был отсеян на окружном собрании по выдвижению, выдвинувшем только двух кандидатов — летчика Альберта Круглова и директора школы Марию Кузьбожеву. После того, как никто из них не собрал необходимых голосов, участвовал в повторных выборах, вышел во второй тур, получил поддержку приехавшего в Сыктывкар Андрея Сахарова, но проиграл Альберту Круглову, имевшему фору в несколько месяцев ведения кампании. В 1989 году — председатель правления Сыктывкарского общества «Мемориал», член правления Всесоюзного общества «Мемориал». Заместитель председателя Сыктывкарского общественного центра «Инициатива».
В 1990 году — народный депутат РСФСР от Коми АССР (территориальный избирательный округ № 825). Член Конституционной комиссии Съезда народных депутатов РСФСР; член Комитета по законодательству Верховного Совета РСФСР.

### Историк и литератор
В 1950-е годы написал цикл пьес по истории революции в России («Дегаев», «Желябов», «Карийская трагедия», «Гапон»). Автор цикла исследований «Происхождение современной власти», посвящённого политической истории России XIX—XX веков. Также написал работу «Как я искал английского шпиона Сиднея Рейли», в которой высказал версии судьбы известного авантюриста первой четверти XX века.
Один из первых переводчиков на русский язык книги Дж. Толкина «Властелин колец».

### Семья
Жена — Ирина Вербловская – историк, писатель, познакомились в середине 1950-х в библиотеке Академии наук, где оба работали. Вскоре после свадьбы их обоих арестовали.
Дети — Револьт Пименов, Татьяна Пименова.

### Смерть
Умер 19 декабря 1990 года от осложнений после онкологической операции.

## Увековечение памяти
В 2001 году Глава Республики Коми Юрий Спиридонов подписал указ об установке мемориальной таблички на доме, где жил Р. И. Пименов, но указ не был исполнен следующим Главой Коми В. А. Торлоповым.
В 2019 году в Сыктывкаре открылся «Револьт Пименов-центр», куда были переданы некоторые архивы Револьта Пименова. Являясь общественным и культурным пространством, Револьт-центр ставит также задачи изучения и издания трудов Пименова, формирования музейной экспозиции о его жизни и деятельности.

## Некоторые труды
Геометрические работы
- Единая аксиоматика пространств с максимальной группой движений // Литовский математический сборник. — 1965. Т. 5. № 3.
- Полуриманова геометрия // Труды семинара по векторному и тензорному анализу. — Вып. 14. — М., 1968.
- Пространства кинематического типа (математическая теория пространства-времени). — Л., 1968.
- Kinematic spaces. Consultants Bureau. — New-York & London, 1970.
- Хроногеометрия: достижения, препятствия, структуры. — Сыктывкар, 1987.
- Изотропное финслерово обобщение теории относительности как структуры порядка. — Сыктывкар, 1987 (2-е издание — 2006).
- Основы теории темпорального универсума. — Сыктывкар, 1991 (2-е издание — 2006).

Исторические работы
- Как я искал шпиона Рейли. — СПб, 1996.
- Происхождение современной власти: Кн. 1. Борьба за конституцию. Кн. 2. Россия конституционная. — М., 1996.
- Происхождение современной власти: Кн. 3. Россия без центральной власти. — СПб. — Сыктывкар, 1998.

Мемуары
- Воспоминания. Том 1. 1996. Архивная копия от 25 июня 2020 на Wayback Machine
- Воспоминания. Том 2. 1996. Архивная копия от 22 июня 2020 на Wayback Machine